# Cratere Seares
Seares è un cratere lunare di 99,5 km situato nella parte nord-occidentale della faccia nascosta della Luna.